# 캘러머주 아웃레이지
캘러머주 아웃레이지(Kalamazoo Outrage)는 미국의 아마추어 축구단으로 미국 미시간주 캘러머주를 연고로 하고 있다. 현재 USL 프리미어 디벨로프먼트 리그 소속이다.